# 大阪府道144号杉田口禁野線
大阪府道144号杉田口禁野線（おおさかふどう144ごう すぎたのぐちきんやせん）は、大阪府枚方市を通る一般府道である。

## 概要
枚方市長尾元町5丁目から枚方市天之川町に至る。
枚方市の中部をほぼ東西に貫く。

### 路線データ
- 起点：枚方市長尾元町5丁目（菅原交差点、大阪府道・京都府道736号交野久御山線交点）
- 終点：枚方市天之川町（かささぎ橋交差点、京都府道・大阪府道13号京都守口線交点）
- 管理者：大阪府枚方土木事務所

## 路線状況

### 道路施設

#### 橋梁
- 長ケ嶽橋（穂谷川、枚方市）

## 地理

### 通過する自治体
- 大阪府
  - 枚方市

### 交差する道路
| 交差する道路                        | 交差する場所   | 交差する場所            |
| ----------------------------------- | -------------- | ----------------------- |
| 大阪府道・京都府道736号交野久御山線 | 長尾元町5丁目  | 菅原交差点 / 起点       |
| 国道1号 / 京阪国道・枚方バイパス    | 出屋敷元町丁目 | 出屋敷交差点            |
| 大阪府道18号枚方交野寝屋川線        | 田口4丁目      | 出屋敷西交差点          |
| 京都府道・大阪府道13号京都守口線    | 天之川町       | かささぎ橋交差点 / 終点 |

### 交差する鉄道
- 京阪本線

### 沿線
- 大阪国際大学 枚方キャンパス
- JR西日本片町線 長尾駅
- 枚方市立田口山小学校
- 枚方市立菅原小学校
- 国土交通省近畿地方整備局 近畿技術事務所・淀川ダム統合管理事務所
- 大阪府営山田池公園
- 枚方市立山田東小学校
- 枚方市立山田小学校
- 関西外国語大学 中宮キャンパス
- 市立ひらかた病院
- 常翔啓光学園中学校・高等学校
- 京阪本線・京阪交野線 枚方市駅
- 中宮団地
- 紳士服団地
- コマツ 中宮工場